# 루니네츠

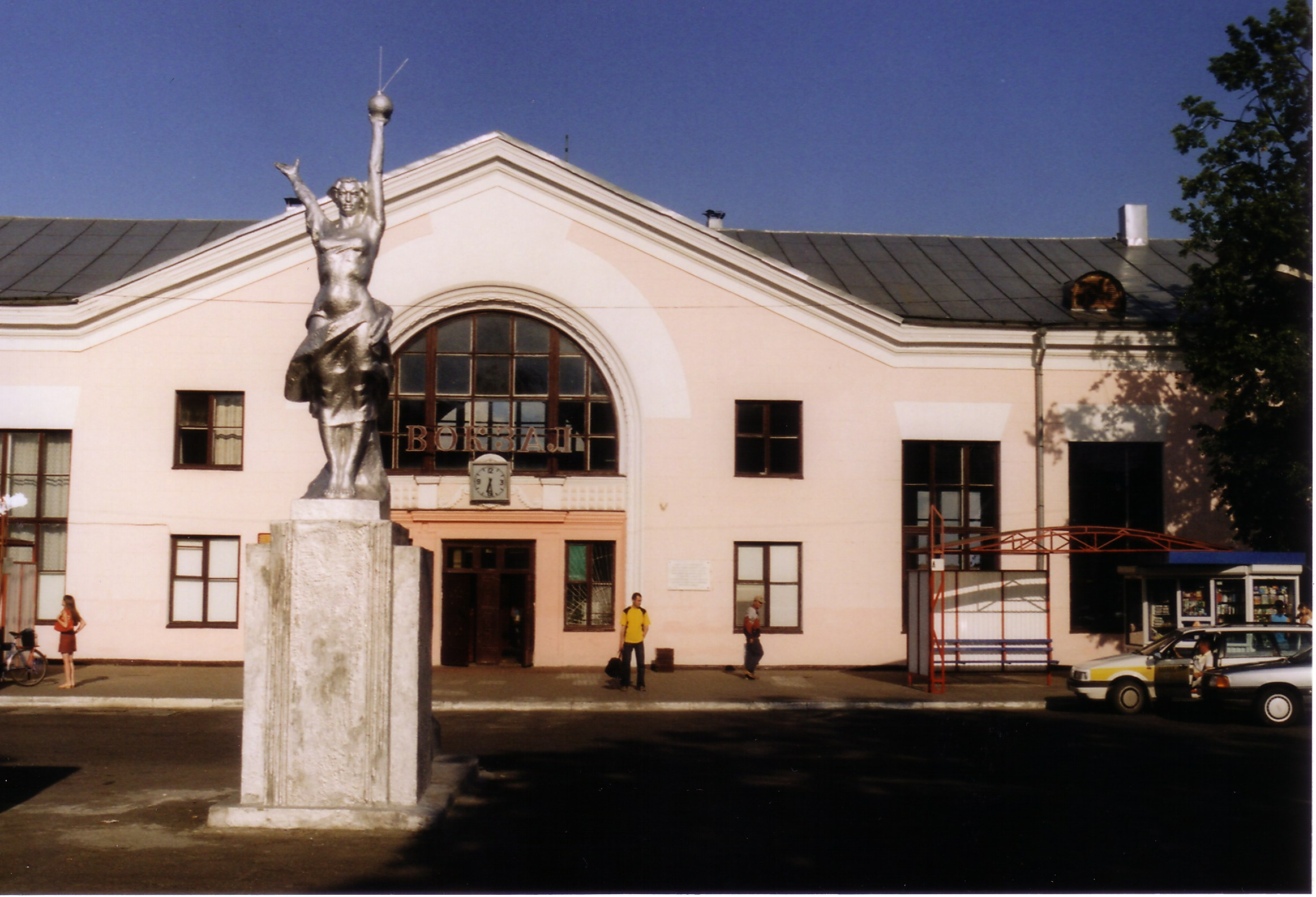
루니네츠 철도역

루니네츠(벨라루스어: Лунінец, 러시아어: Лунинец 루니네츠[*], 폴란드어: Łuniniec 우니니에츠[*], 리투아니아어: Luninecas 루니네차스)는 벨라루스 브레스트 주에 위치한 도시로 면적은 55km2, 인구는 23,608명(2009년 기준), 인구 밀도는 430명/km2이다.

시기
시 문장